# Dẻ gai Sa Pa
Dẻ gai Sa Pa hay kha thụ Sa Pa (danh pháp: Castanopsis chapaensis) là một loài thực vật có hoa trong họ Fagaceae. Loài này được Luong mô tả khoa học đầu tiên năm 1965.